# آغا بطرس
بطرس إيليا من باز (بالسريانية: ܦܸܛܪܘܿܣ ܐܹܠܝ݂ܵܐ ܕܒܵܙ؛ 1 نيسان 1880 – 2 شباط 1932)، المعروف أكثر باسم آغا بطرس (بالسريانية: ܐܓܐ ܦܛܪܘܣ)، كان قائداً عسكرياً ورجل دولة آشورياً، اشتهر بدوره خلال الحرب العالمية الأولى. يُعد بطلاً قومياً لدى الآشوريين وأقليات مسيحية أخرى في الشرق الأوسط، وأصبح مصدر رعب للأكراد والأتراك وغيرهم من المسلمين. وبحلول عام 1918، تمكن آغا بطرس وقواته الآشورية من السيطرة على مساحات واسعة من أذربيجان الإيرانية، غرب بحيرة أورمية، حيث أنشأوا حكماً ذاتياً.
ولد في منطقة باز في تركيا حالياً. وانتقل إلى أرومية للدراسة في إحدى المدارس الآشورية قبل أن يتعين قنصلاً في المدينة. قاد خلال الحرب العالمية الأولى مجموعة من المقاتلين الاشورين.
توفي منفياً في فرنسا في 2 فبراير 1932.

## السنوات المبكرة
وُلِد بطرس إيليا في الأول من أبريل عام ١٨٨٠، في قرية باز السفلى، التي كانت آنذاك جزءًا من الإمبراطورية العثمانية. تلقى تعليمه الابتدائي في مسقط رأسه قبل أن يقرر والده الالتحاق بمدرسة تبشيرية أوروبية مسيحية في أرومية، بلاد فارس القاجارية، في سن الرابعة عشرة. نشأ بطرس نشأة نموذجية، حيث عاش مع شقيقه الأكبر ميرزا، ووالده إيليا، ووالدته دولو أو دالو. بعد إكمال دراسته، عاد إلى باز، حيث عمل مدرسًا. بفضل إتقانه للعديد من اللغات، بما في ذلك السريانية والتركية والعربية والفرنسية والفارسية والكردية والإنجليزية والروسية، عُيّن في البداية من قبل العثمانيين سكرتيرًا في سفارة في أرومية، ثم رُقّي لاحقًا إلى منصب القنصل في مايو عام ١٩٠٩ تقديرًا لعمله الجيد.
كانت السفارة تُسمى شاهبندر، وكانت مسؤولة عن الشؤون القنصلية التركية آنذاك. وكان رجل مسيحي آشوري يُدعى داود رسام، من الموصل، مسؤولاً عن السفارة. أدى ذلك إلى تعارف بطرس على عائلة رسام. وبعد فترة وجيزة، اختار بطرس ابنة رسام، ظريفة خانم، زوجةً له وتزوجها في أوائل يونيو/حزيران عام ١٩٠٦. وورد أنه خلال الثورة الدستورية الفارسية، عزل بطرس الحاكم الفارسي لأرومية واعتقله، واستولى على المدينة بنفسه، وحكمها باسم الحكومة العثمانية التركية. أُطلق سراح الحاكم لاحقًا بعد أن طلب بطرس وسامًا من الشاه مقابل ذلك.
قبل الحرب العالمية الأولى، تلقى بطرس تدريبًا عسكريًا في أكاديمية عسكرية روسية.

## الحرب العالمية الأولى
اشتهر بطرس بأعماله إلى جانب القوات الروسية في منطقتي فان وبيتليس خلال الفترة من 1915 إلى 1916، حيث اكتسب سمعة طيبة لشجاعته وذكائه في العديد من الاشتباكات العسكرية.
بعد دخول الروس إلى أورميا، عُيّن آغا بطرس قائدًا عسكريًا بقوة آشورية صغيرة تحت قيادته. لاحقًا، انخرط في معارك مع القوات العثمانية والأكراد وهزمها. وفي وقت لاحق، تواصل معه الحلفاء ، وتولى قيادة الجناح الأيسر لجيش المتطوعين الآشوريين (كان الجناح الأيمن بقيادة شقيق مار شمعون ، داود مار شمعون ، بينما كان الجناح الأوسط تحت قيادة مار شمعون).
في عام ١٩١٧، عندما استولى البلاشفة على الجيوش الروسية واختطفوا القيصر نيكولاس الثاني وعائلته، بلغ غضب آغا بطرس حدّ استقالته من منصبه في الجيش الروسي، رافضًا أوامر الثوار. وتولى على الفور قيادة الجيش الآشوري وأقام مقرّه في أورميا.
حقق متطوعوه عددًا لا بأس به من النجاحات على القوات العثمانية ، ولا سيما في سولدوز حيث تغلب 1500 فارسًا من جيش بطرس على قوات خيري بك (8000 رجل). كما هزم بطرس العثمانيين في اشتباك كبير في سوج بولاك ودفعهم إلى رواندوز.
لم يكتفِ بطرس بقيادة القوات الآشورية، بل كانت له أيضًا سيطرة محدودة على القوات الأرمنية التي قاتلت إلى جانبهم. ساد الانقسام في صفوفهم، وبدلًا من نشر قوة لاحتواء الأتراك، الذين هزمهم سابقًا، نقل قواته إلى سين كالا بناءً على تشجيع المسؤولين البريطانيين الذين وعدوه بالمساعدة العسكرية. ومع ذلك، لم يفِ البريطانيون بوعودهم. وصل إلى سين كالا بعد سبعة أيام من انسحاب المفرزة البريطانية.
بعد غزو الموصل من قِبل الشباب الأتراك (تركيا الفتاة)، خاض الجيش الآشوري بقيادة الجنرال آغا بطرس معارك ضارية وناجحة ضد الجيش العثماني وحلفائه الأكراد، وطردهم من الموصل والمنطقة بأكملها، مما أدى إلى سيطرة بريطانيا على المنطقة. وقد وُصفت المعارك بالتفصيل في رسائل باقية من بطرس ومسؤولين بريطانيين.
كان لدى آغا بطرس أيضًا بعض الخلافات مع مار شمعون، بطريرك الكنيسة الآشورية الشرقية ، وكان غالبًا ما لا تثق به عائلته. أفاد المستشارون العسكريون للحلفاء أنه خطط ضد مار شمعون، من خلال محاولة ثني الحلفاء عن الثقة في البطريرك. ومع ذلك، بعد مقتل مار شمعون على يد الزعيم الكردي الإيراني سمكو ، انضم آغا بطرس إلى قوات مالك خوشابا وآخرين في طرد سمكو من معقله في كوهنا شهير.

## السنوات اللاحقة
كان بطرس كبير المفاوضين عن الآشوريين بين عامي 1919 و1923. وفي 24 تموز 1923، شارك في مؤتمر السلام التابع لعصبة الأمم في لوزان، سويسرا، حيث تواصل مع الوفد التركي بشأن إعادة توطين الآشوريين في وحول ولاية حكاري مقابل ولاء الآشوريين.
وكان مصطفى عصمت إينونو، وزير الخارجية التركي آنذاك ورئيس الوفد التركي في لوزان، مؤيدًا لإعادة التوطين، لكن برقية وردت من الحكومة المركزية في أنقرة حالت دون ذلك.
أعلن آغا بطرس قيام دولة آشورية-كلدانية في الأول من شباط في عام 1923.
كما أعلن سيطرته على نفط الموصل، عندما كانا كلا من الحكومة التركية والبريطانية يتنازعون على نفط الموصل، سبقهم آغا بطرس وأعلن سيطرته عليه. 
في سنواته الأخيرة، طرد بطرس إلى قرب مدينة تولوز في فرنسا، حيث عاش حتى وفاته بسكتة دماغية في محطة القطار في 2 شباط 1932. في فرنسا، كان يُلقب آغا بطرس بـ"نابليون الشاب"، وكانت تُشير إليه الصحف والمجلات بلقب "نبوخذنصر الجديد" بسبب أدائه الاستثنائي خلال الحرب العالمية الأولى.

## معرض الصور

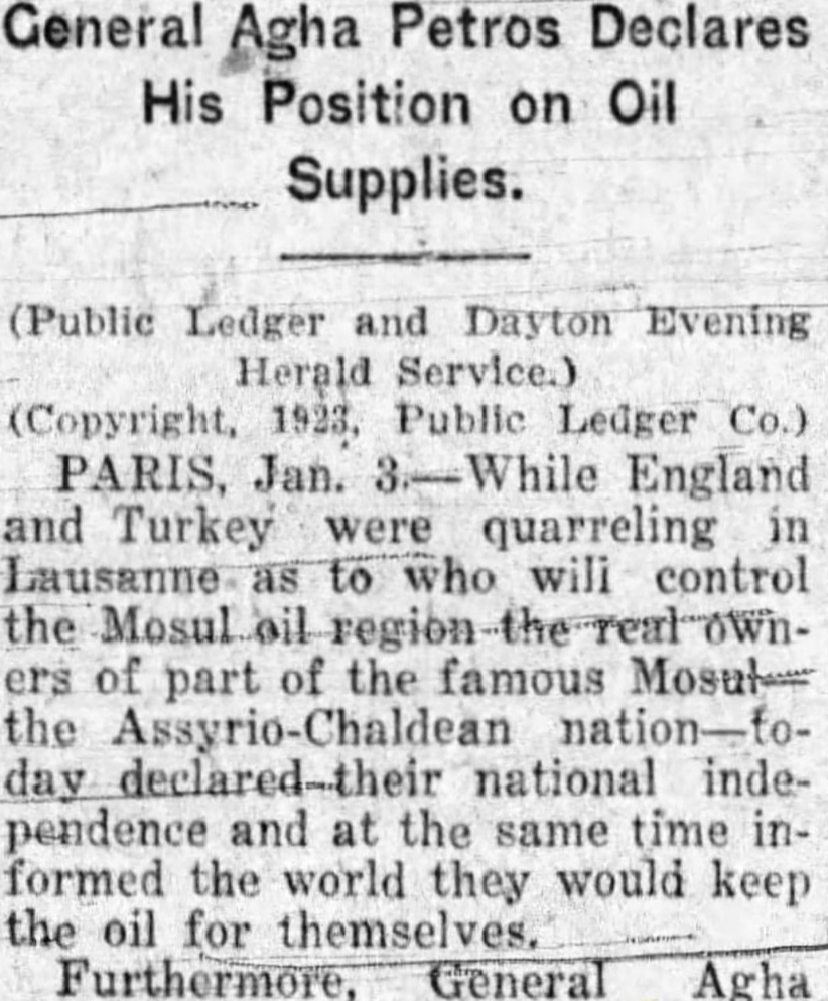
صحيفة Public Ledger and Dayton Evening Herald Service بتاريخ 3 كانون الثاني 1923

صورة اغا بطرس في 1920 في بغداد

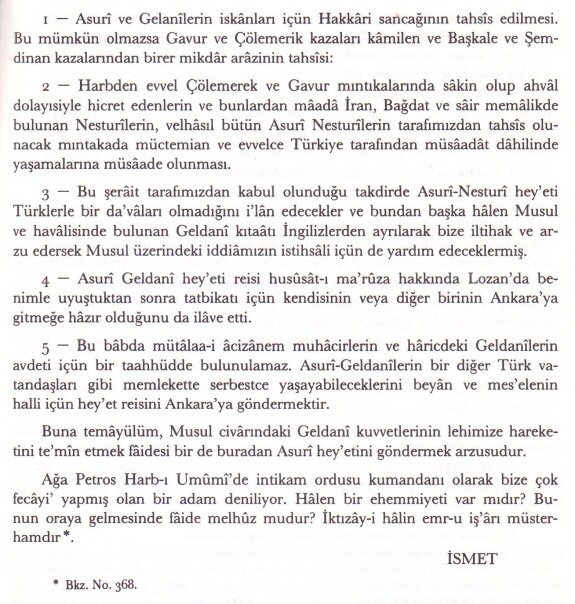

 برقية أرسلها رئيس الوزراء التركي حسين رؤوف إلى عصمت إينونو.